# Hadassa Brandon
Hadassa Brandon (30 januari 1999	) is een Surinaams voetbalster. Ze speelt clubvoetbal voor de SV Athena en komt uit voor het Surinaamse voetbalelftal.

## Carrière
Hadassa Brandon speelde in 2014 in clubverband voor de vrouwenvoetbalvereniging SV Ascona, dat rond 2018/2019 van naam wijzigde in SV Athena.  In 2018 ging ze samen met haar clubgenoten Jeanine Alexander, Andaya Lantveld en Shamaira Stoutenburg voor een stage bij ADO Den Haag en sc Heerenveen in Nederland. Negen maanden later verbleef ze in Nederland en kwam ze voor het gemengde team Dames Sport Internationaal (DSI) in Suriname uit tegen de topclubs SV Transvaal en SV Robinhood. Sinds in januari 2023 de eerste vrouwencompetitie sinds de coronacrisis in Suriname werd herstart, voetbalt ze opnieuw voor Athena, zoals Ascona tussendoor werd hernoemd.
In september 2019 zat ze in de selectie van het Surinaamse voetbalelftal die naar Haïti zou vliegen voor kwalificatiewedstrijden voor de Olympische Zomerspelen in Japan. Vanwege de onveilige situatie in het land, liet Haïti de wedstrijden verplaatsen naar Puerto Rico. In januari 2022 speelde ze uit en twee dagen later thuis in vriendschappelijke wedstrijden tegen Barbados. De wedstrijden eindigden in respectievelijk 1-1 en 0-1.
In 2022 was ze aanvoerder tijdens de kwalificatiewedstrijden voor het Wereldkampioenschap voetbal vrouwen van 2023. In een interview tegenover de STVS kondigde ze voorafgaand aan de wedstrijd tegen Mexico aan dat er gekozen was voor een verdedigende opstelling, vanwege de voetbalkwaliteiten en de snelheid van de Mexicanen. Ook was de conditie van de spelers nog niet op peil na de coronaperiode. Mexico was inderdaad dominant in de wedstrijd en won uiteindelijk met 9-0. Enkele dagen later speelde ze met het team tegen Anguilla. Deze wedstrijd wonnen ze met 5-0.
In april 2022 ging het team voor een vervolgwedstrijd naar Puerto Rico. Brandon was net hersteld van een blessure en had van de arts goedkeuring gekregen om te spelen. Zij werd echter buiten de selectie gehouden, wat in verband werd gebracht met kritiek die ze op de Surinaamse Voetbal Bond (SVB) zou hebben gehad. De andere speelsters hadden het geboekte herstel gezien en noemden de uitsluiting van Brandon "dubieus". Volgens bondscoach Ray Fränkel zou de keuze gemaakt zijn om haar eigen medische belang. Volgens de penningmeester van de SVB, Bidjaikoemar Mankoe, was de keuze gemaakt om te voorkomen dat ze een spierscheur zou oplopen tijdens de wedstrijd.